# Округ Кончо (Тексас)
Округ Кончо (енгл. Concho County) је округ у америчкој савезној држави Тексас. По попису из 2010. године број становника је 4.087.

## Демографија
Према попису становништва из 2010. у округу је живело 4.087 становника, што је 121 (3,1%) становника више него 2000. године.
| Група             | 2000.         | 2010.         |
| Белци             | 2.265 (57,1%) | 1.810 (44,3%) |
| Афроамериканци    | 39 (1,0%)     | 77 (1,9%)     |
| Азијати           | 3 (0,1%)      | 14 (0,3%)     |
| Хиспаноамериканци | 1.639 (41,3%) | 2.173 (53,2%) |
| Укупно            | 3.966         | 4.087         |